# Crocifissione e Ultima cena
La Crocifissione e Ultima cena è un grande affresco di Andrea Orcagna e aiuti, databile al 1360-1365 e conservato nell'ex-refettorio di Santo Spirito a Firenze, oggi sede della Fondazione Romano.

## Storia
L'opera è riferita all'Orcagna fin dai Commentari di Lorenzo Ghiberti, poi riaffermata in epoca moderna da Pietro Toesca. Successivamente fu messa in dubbio da più studiosi, per tornare poi ad essere reinserita nel catalogo del pittore fiorentino con decisione. Tra i contributi più recenti in questo senso, quelli della Padoa Rizzo, della Becherucci (che vi lesse anche la mano di Nardo di Cione) e di Boskovits, che per alcune figure della crocifissione fece il nome del Maestro del Bargello.
L'ambiente del refettorio era uno dei rari resti del convento medievale dopo la ristrutturazione quattrocentesca di Filippo Brunelleschi ma, scialbato, venne destinato dopo la soppressione del convento a usi impropri, tra cui quello di deposito dei tram, a fine dell'Ottocento. Tale uso richiese l'apertura di un largo portone sul lato est, quello dove poi vennero riscoperti gli affreschi: andarono così irrimediabilmente perduti i piedi della crocifissione e gran parte dell'interessantissima Ultima Cena.

## Descrizione e stile

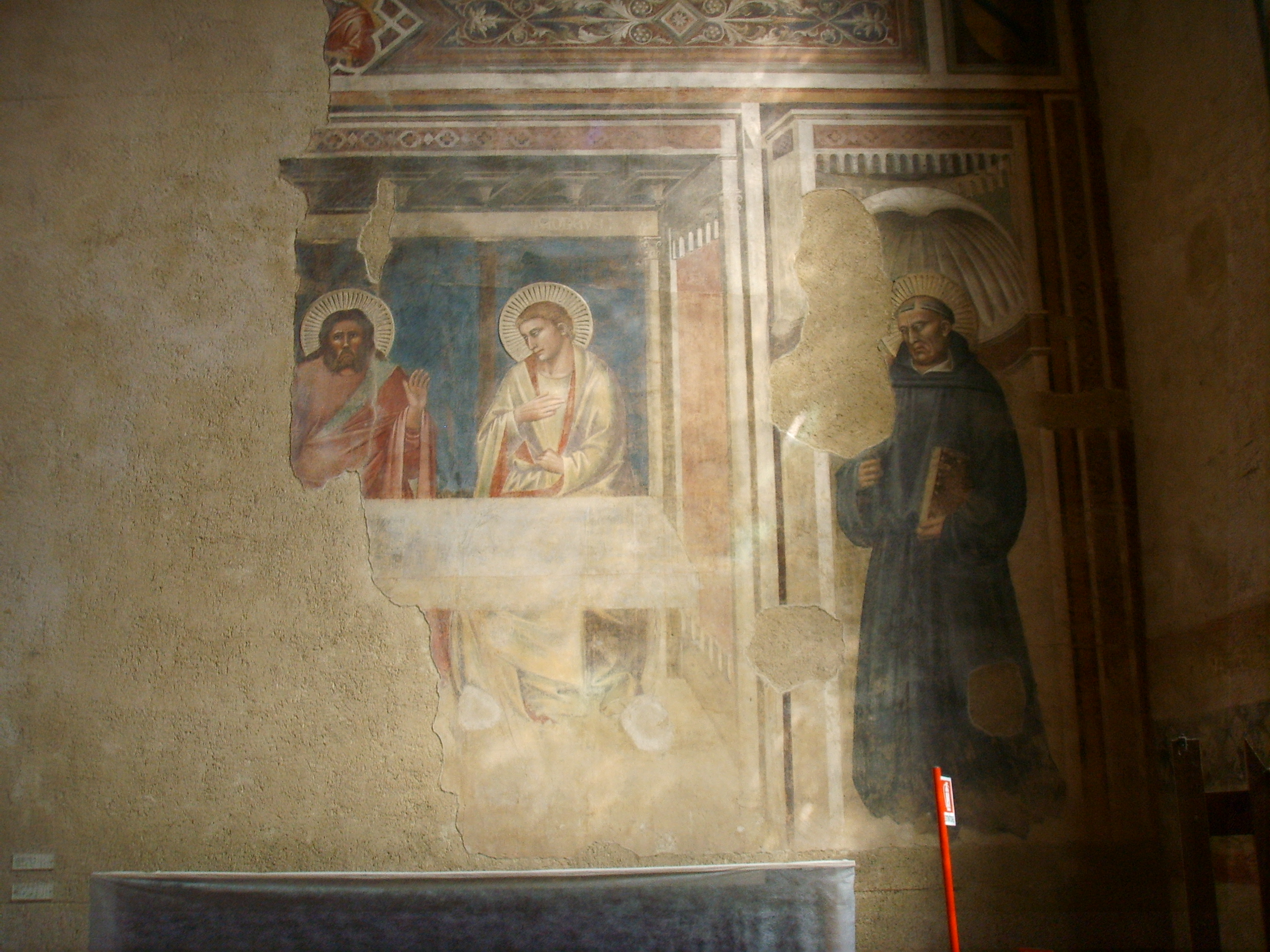
Il frammento dell'Ultima cena

Riprendendo uno schema inaugurato forse da Taddeo Gaddi a Santa Croce (Albero della Vita, Ultima cena e storie sacre), l'Orcagna decorò la parete del refettorio con una grande Crocifissione, accostata in basso da una sorta di "predella" costituita dalla fascia dell'ultima cena, tra due santi agostiniani di cui oggi se ne conserva solo uno.
La Crocifissione è un'opera estremamente affollata, dove le masse si muovono dinamicamente sia attorno alla croce (nel nugolo di ben sedici angeli dolenti in volo, di derivazione giottesca ma mai così numerosi), sia nella metà inferiore, popolata di figure a piedi e a cavallo. Assenti sono le croci dei ladroni. Per ricchezza cromatica e spunti narrativi l'opera ricorda le movimentate masse di Altichiero, pressoché contemporanee.
Ancora più interessante è la sottostante Ultima cena, di cui restano due frammenti: uno scarsamente leggibile a sinistra (vi si vede un vescovo, forse sant'Agostino in una nicchia e una testa d'apostolo), e uno più consistente a destra, rappresentante due apostoli (san Tommaso, con un eloquente gesto di dubbio, e un altro) e un santo agostiniano, separato in una nicchia. Gli apostoli sono caratterizzati da gesti di sorpresa e dubbio suscitati dall'affermazione di Cristo a proposito del tradimento di uno di loro. Appaiono qui separati l'uno dall'altro e accostati paratatticamente, come nell'affresco di Taddeo Gaddi, però è cambiata l'ambientazione, da uno sfondo generico interrotto dalle cornici medievali, a una vera e propria stanza in prospettiva intuitiva, come dimostrano la presenza di una parete di scorcio e di un soffitto con lacunari a goccia. Sullo sfondo colonnine gotiche scandiscono un'apertura verso il cielo aperto, dove forse erano stati aggiunti a secco dei drappi appesi. Interessante sarebbe stato osservare come questo prototipo di "scatola prospettica" si raccordava al centro, se le linee in profondità erano in qualche modo raccordate verso il centro come già si iniziava a vedere nei pavimenti a quadri di Ambrogio Lorenzetti e dei giotteschi.
Anche la figura del santo a destra è originale, inserito in una nicchia isolata come un gabbiotto, e dotata di una calotta emisferica a conchiglia, derivata dall'esempio di sarcofagi romani con le Muse e qui usata con un gusto che sembra anticipare il rinascimento, in particolare le creazioni di Donatello e Ghiberti  a Orsanmichele.